# Netscape 5
Netscape 5（開發代號Gromit）是一個於1998年建立的網路套件，作為網景系列第五版上市。原本預定交給Mozilla組織繼續開發但是本身問題過多所以中途被放棄，因此形成缺號。
Netscape 5有兩個釋出的Pre-alpha版（内部测试之前的版本），一个是基于Mariner排版引擎的版本，一个則是基于Gecko（NGLayout）。

## 外部連結
- What happened to Netscape 5.0?（页面存档备份，存于）

| 先前 Netscape Communicator 4.0 | Netscape 5 （開發終止） | 其後 Netscape 6 |